# مادامپیتیا (استان شرقی)
مادامپیتیا (به لاتین: Madampitiya) یک منطقهٔ مسکونی در سری‌لانکا است که در استان مرکزی (سری‌لانکا) واقع شده‌است.